# 住民参加
住民参加（じゅうみんさんか）とは政治学用語の一つで、国家や地方公共団体によって公共事業が行われる場合や、地域で問題が発生している場合には、それがその地域の住民の利害に関わる事柄ならば、それらについて住民に発言権を与えるという制度。これが確立されているならば、行政が地域において何らかの決定をする場合に、地域住民からの意見が存在するならば、行政側はそれを聞くことが義務付けられているというわけである。これは行政が活動をする上で、世論を反映させる重要な手段の一つとなっている。